# Duin

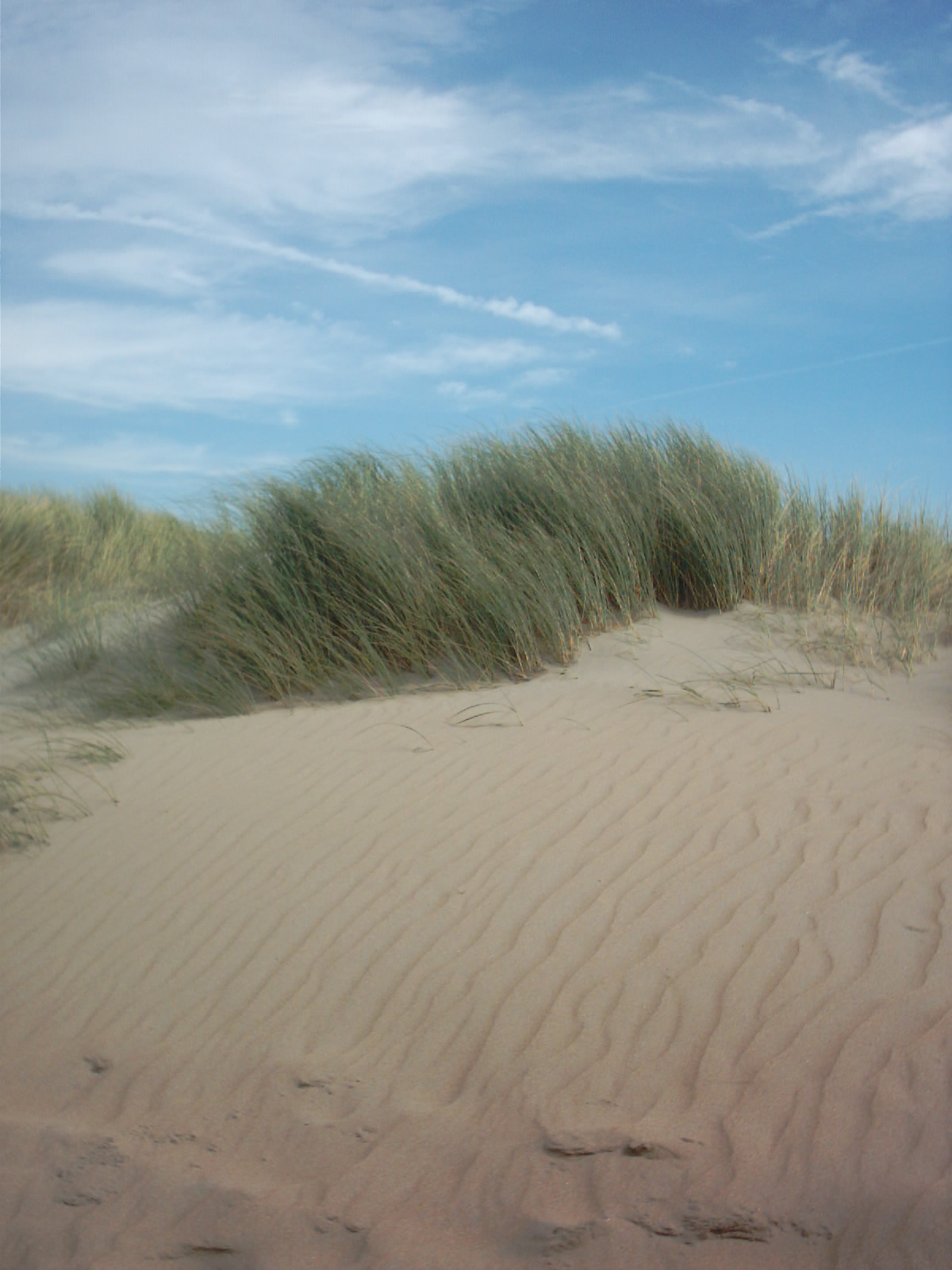
Duin op IJmuiderstrand

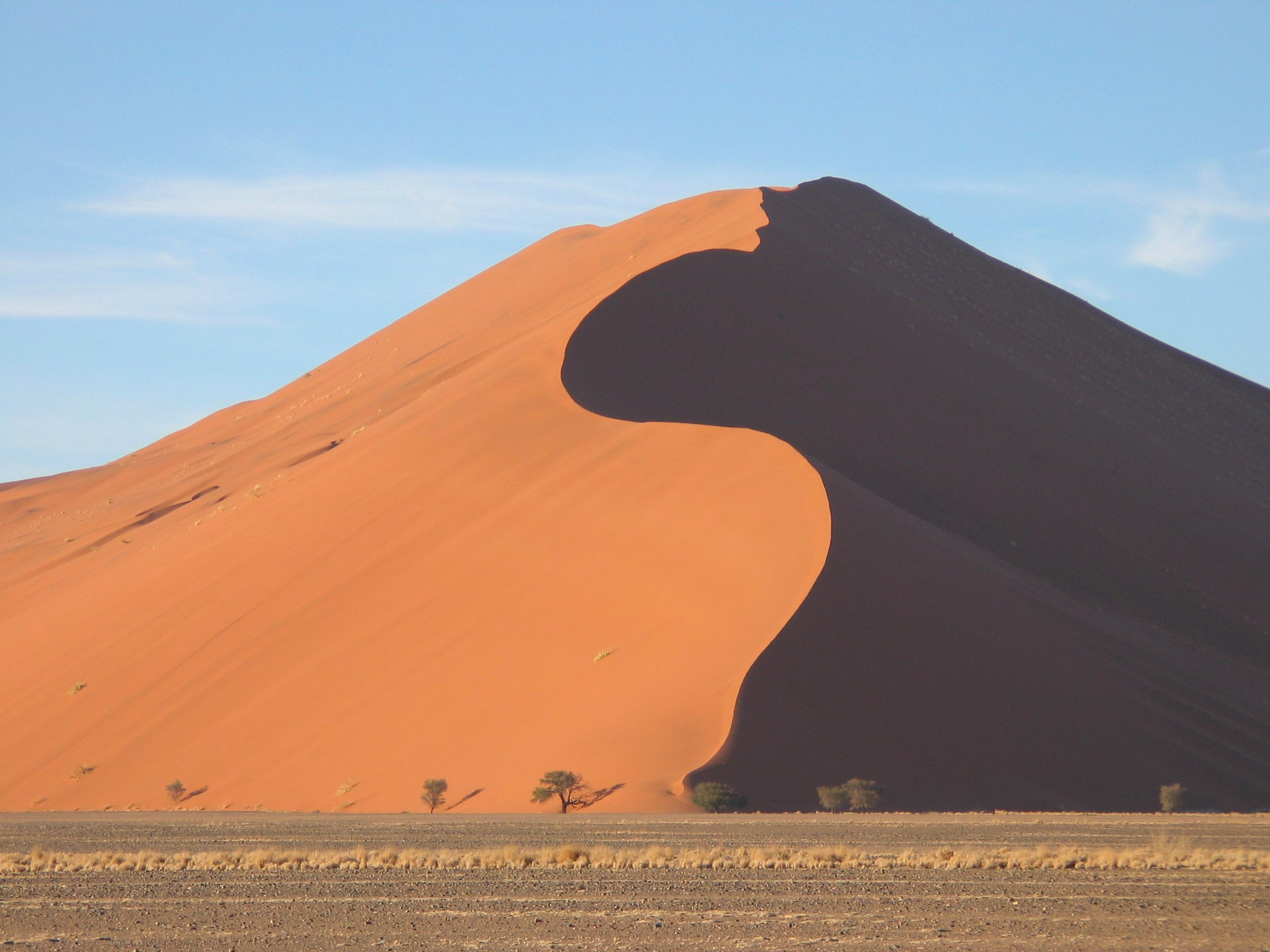
Duin in de Sossusvlei, Namibië

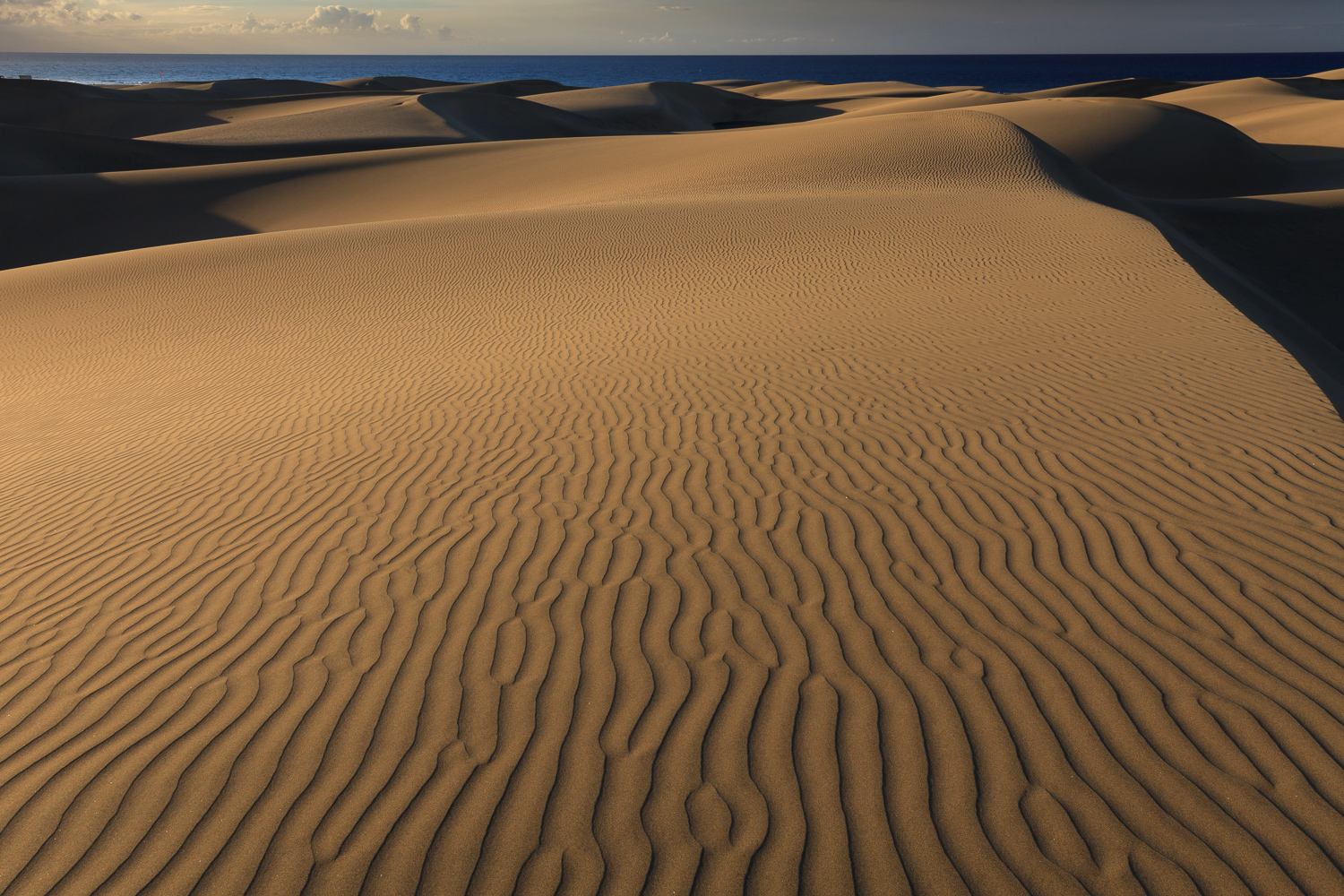
Duinen van Maspalomas op Gran Canaria

Een duin is een heuvel van fijn zand langs de kust, een rivier, in een zandwoestijn of op andere plekken. Een duin is een landvorm, en ontstaat door het verwaaien van zand tot een heuvel. Duinen kunnen unieke natuurgebieden vormen met een grote verscheidenheid aan dier- en plantensoorten. Als duinen begroeid zijn, spreekt men van groene duinen. Duinen langs kusten van laaggelegen gebieden zijn vaak ook waterkering.
Een duinengebied noemt men ook wel duinensysteem doordat een dynamische werking van wind en water de duinen soms van plaats doet veranderen, wat ernstige gevolgen kan hebben (zie Eucla). 
De Stichting Duinbehoud zet zich in voor behoud van de natuur in de Nederlandse duinen en voor herstel van wat verloren is gegaan.

## Duinvormen
Afhankelijk van hun vorm en vorming worden er verschillende duinvormen onderscheiden:

### Woestijnduinen
- Koepelduinen
- Sikkelduinen of barchanen
- Zibarduinen
- Omkeerduinen
- Lengteduinen of seifs
- Sterduinen
- Lij-duinen
- Dwarsduinen

### Vegetatieve Duinen
- Paraboolduinen
- Kopjesduinen
- Embryonaal duinen
- Fortduinen

## Duinlandschappen
Het grootste deel van de Nederlandse duinen bestaat uit grijze duinen. Zij grenzen aan de meer dynamische witte duinen, ook wel helmduinen genoemd. Meer landinwaarts liggen de binnenduinen. Vaak zijn de binnenduinen met bossen begroeid.
Het duinlandschap is een smalle strook tussen de zee en het binnenland. Het duinlandschap (opgebouwd uit duidelijk te onderscheiden delen) kan men onderscheiden in in zee liggende zandplaten en het strand op de scheidslijn van de zee.
Jonge duinen liggen langs het strand en oude duinen verder landinwaarts. De duinstrook die parallel aan het strand bestaat, noemt men jonge duinen. Deze duinen ontwikkelen zich vooral aan de zeekant, de wind heeft hier de meeste invloed doordat hij voortdurend vers zand aanvoert. De duinen kunnen daardoor hoog opgroeien.
Oude duinen zijn langgerekte zandruggen van enkele meters hoog die gevormd zijn in de middeleeuwen. De oude duinen waren duizenden jaren geleden jonge duinen. De oude duinen bewijzen dat de kust vroeger meer landinwaarts gelegen was. In het natte kustgebied met hoge grondwaterstand ontstonden tussen de strandwallen moerassen waarin zich veen kon ophopen.
De grijze duinen kennen een grote biodiversiteit. Zij zijn begroeid met grassen, kruiden, (korst)mossen, maar grote delen zijn onbegroeid. Soms groeien er struiken, zoals de manshoge duindoorn, waaronder soms de zeldzame duindoornvuurzwam groeit.
Afgaand op de begroeiing van het duin onderscheidt men de volgende landschaptypes:
- Duindoornlandschap, begroeid met duindoorn
- Dauwbraamlandschap, begroeid met dauwbraam
- Fakkelgraslandschap, begroeid met fakkelgras
- Buntgraslandschap, begroeid met buntgras
- Zeedorpenlandschap

## Belgische en Nederlandse zeeduinen
De duinen langs de Belgische kust en de Nederlandse kust maken deel uit van een strook die loopt van Noord-Frankrijk, via België, Nederland en de Duitse wadden tot in Denemarken. 
Ze zijn ontstaan doordat er op het strand, dat geregeld door zout water overspoeld wordt, vrijwel geen vegetatie groeit en de wind het lichte zand makkelijk kan meenemen. Als de wind vervolgens in kracht afneemt wordt het zand neergelegd. In Noordwest-Europa neemt de windkracht bij de kust af door temperatuursverschillen, en daarmee luchtdrukverschillen, tussen land en zee. 
De duinen dienen als zeewaterkering en worden als zodanig onderhouden. Door het inplanten van helmgras bevordert men de aangroei van de duinen.  In Nederland is het grootste deel van de duinen voor het publiek streng verboden terrein en met veel prikkeldraad afgezet. Zo beschermt men de vegetatie die het zand vasthoudt. 
Ook wordt in de duinen rivierwater geïnfiltreerd om het geschikt te maken als drinkwater.

### Waddeneilanden
De Nederlandse, Duitse en Deense waddeneilanden bestaan voor een groot deel uit duinen. Achter de duinstrook die een bescherming tegen de Noordzee vormt ligt veelal nog een smalle strook polderland. Deze duingebieden zijn fraaie en grote natuurgebieden. De grootste duingebieden op de Nederlandse Wadden zijn het Nationaal Park Duinen van Texel en Nationaal Park Schiermonnikoog.

### Hollandse duinen

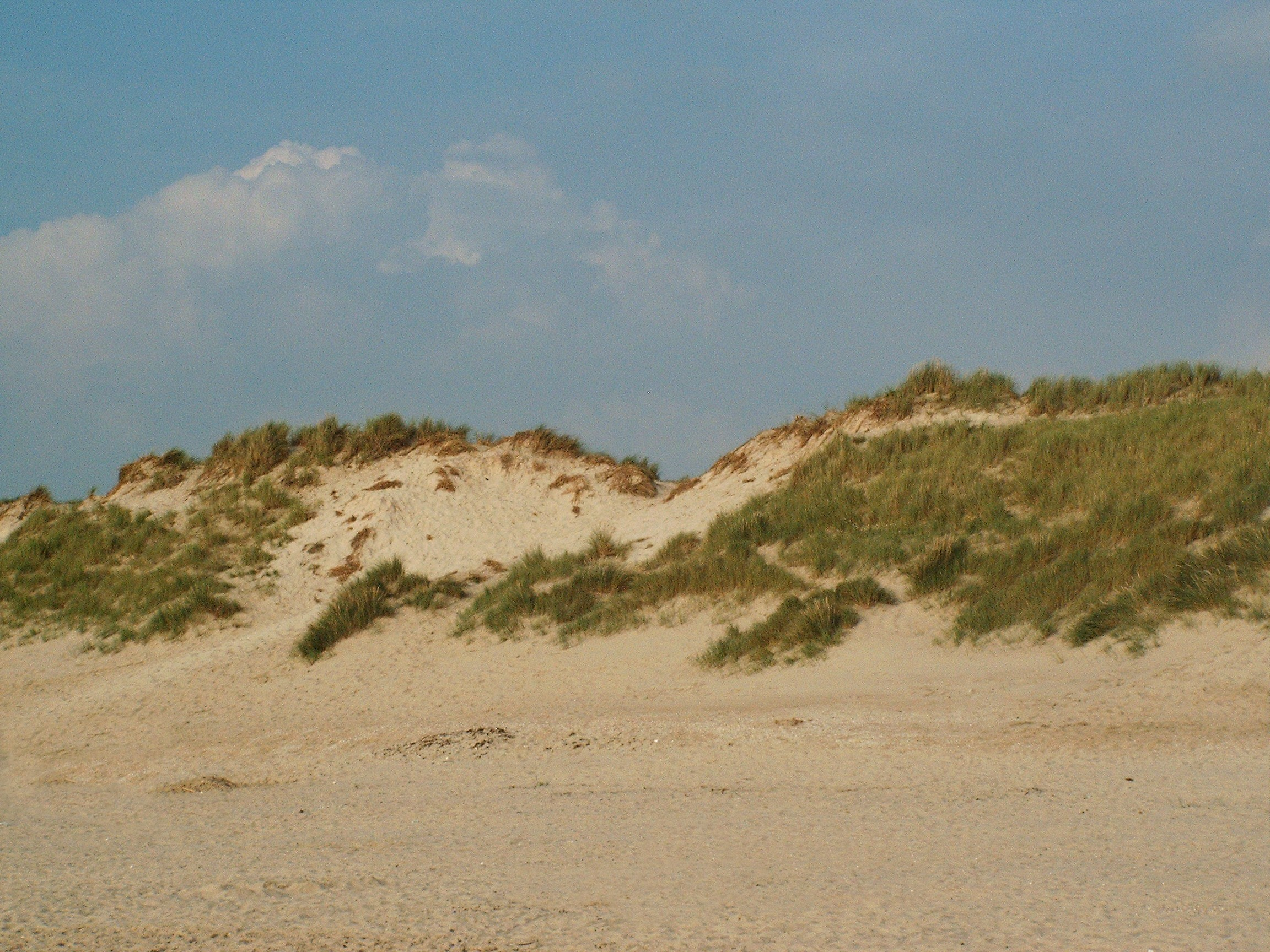
Duinen in Schoorl aan Zee

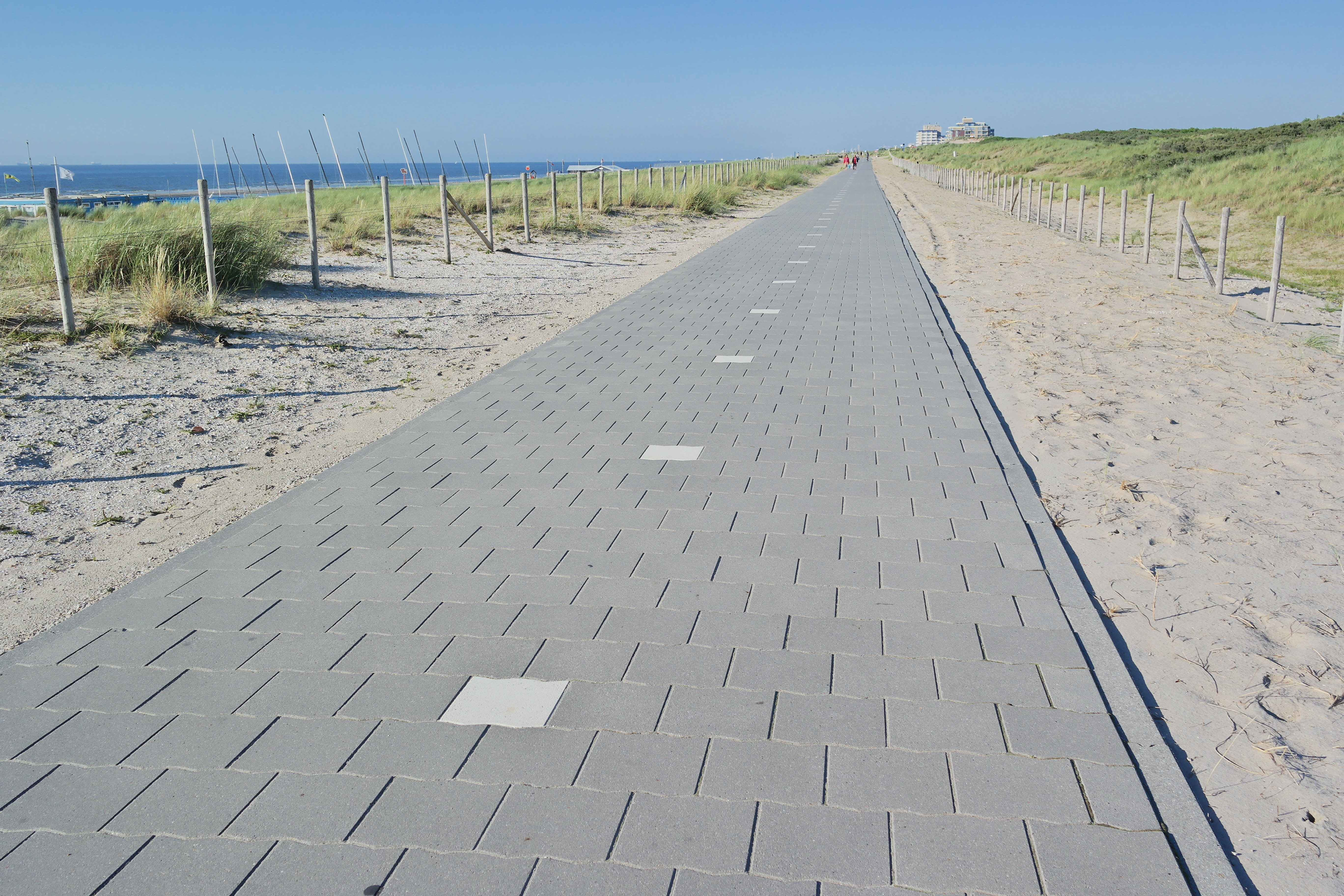
Het Zandmotorpad over de duinen, gezien richting Kijkduin.

De duinen langs de Hollandse kust zijn te onderscheiden in oude duinen en jonge duinen. De oude duinen zijn enkele duizenden jaren geleden ontstaan en liggen nu enige kilometers van de kust. Veel dorpen en steden zijn ontstaan op de lage oude duinen, waaronder Sint Pancras, Den Helder, Huisduinen, Alkmaar, Heiloo, Limmen, Uitgeest, Beverwijk, Velsen, Haarlem, Heemstede, Wassenaar en Den Haag.
De jonge duinen ontstonden vanaf zo'n duizend jaar geleden toen door zandverstuiving een nieuwe hoge rug van duinen ontstond. Deze vormen nu de meest westelijke begrenzing van de duinstrook langs de Hollandse kust. De jonge duinen zijn ook een stuk hoger dan de oude duinen en op sommige plaatsen enkele tientallen meters hoog. De hoogste duinen zijn ruim vijftig meter en daarmee de hoogste delen van Holland. 
In augustus 2014 bleek dat het hoogste duin van Nederland bij Schoorl ligt en niet in Zoutelande, zoals tot dan werd aangenomen. Het Zeeuwse duin is 54 meter hoog, dat in Schoorl nog anderhalve meter hoger (55,4 meter).

#### Grote Hollandse duingebieden
- Schoorlse Duinen
- Noordhollands Duinreservaat
- Nationaal Park Zuid-Kennemerland
- Amsterdamse Waterleidingduinen
- Meijendel
- Voornes Duin

### Zeeuwse duinen
In Zeeland behoren de duinen langs de kust tot de hoogste delen van de provincie. De duinen behoren eigenlijk tot de enige delen van de Zeeuwse eilanden die gevrijwaard bleven van watersnoodrampen. Hier zijn ook de oudste bewoningssporen gevonden, teruggaand tot de Romeinse tijd. Nabij Westkapelle ligt er een dijk ter bescherming van de Walcherse kust, omdat dáár het duin te laag was om voldoende bescherming te bieden.

### Veluwse Zuiderzeekust
Aan de oude kust van de Zuiderzee aan het huidige Veluwemeer bij Nunspeet is in de late middeleeuwen een lage duinenrij ontstaan. Tussen Hoophuizen en Polsmaten zijn daarvan nog restanten te zien in het landschap.

### Belgische duinen
Langs de Belgische Kust zijn de duinen vrij smal en sterk versnipperd door verharding en betonnering. Oorspronkelijk was er langs de Belgische kust ruim 5000 ha duinen. Conscience heeft die mooi beschreven in de jaren 1850/1860 in Bella Stock.  Van deze uitgestrekte duinen bleef er in 1987 nog slechts 2700 ha over.
Tussen Cadzand en Knokke, op de grens van België en Nederland, zijn de duinen onderbroken en is het Zwin ontstaan. De Hoge Blekker is het hoogste duin aan de Belgische kust en bevindt zich in Koksijde. Ten zuiden van De Panne, op de grens van België en Frankrijk, ligt het Westhoek reservaat. 
De belangrijkste duingebieden langs de Belgische kust zijn (van west naar oost) de Westhoek, de Cabourduinen, de Oosthoekduinen, Calmeynbos-Krakeelduinen, Oosthoek, de Zeeparkduinen, de Houtsaegerduinen, Belvédère, Noordduinen-Fluithoek, Hoge Blekker, Schipgatduinen, Doornpanne, Plaatsduinen, Warandeduinen, Zeebermduinen-Ter Yde, Hannecart, Oostvoornduinen, Simliduinen, Lenspolder-Groenendijke, IJzermonding, Cosmos-Sint-Laureins, Hemmepolder,  Schuddebeurze, Warandeduinen, Walraversijde-Domein Prins Karel, Halve Maan-Hundius, de duinen van Raversijde, Bredene, De Haan en Wenduine, Paelsteenpanne, D'Heye, Golf van De Haan, Bossen van De Haan, Harendijke, De Fonteintjes, Baai van Heist-Sashul, Dir. Generaal Willemspark, Golf van Knokke, Blinckaertbos-OudeHazegrasduinen, Zwinduinen en -polders, Zwin,  Zwin-uitbreiding. 
Een aantal Belgische duinen zijn beschermd door het Duinendecreet en Europees beschermd als Natura 2000-gebied 'Duingebieden inclusief IJzermonding en Zwin'. Het Duinenendecreet van 1993 beschermt echter niet alle duinen. Zo bleven de Zeeparkduinen, het laatste stuk onbebouwde zeereep tussen De Panne en Sint-Idesbald, bij de invoering van het Duinendecreet onbeschermd omdat er een vergunde camping werd uitgebaat. De Belgische duinen worden ook gewild of uit onwetendheid aangetast door particulieren. Het Agentschap Natuur en Bos (ANB) moet daarom continu nauwlettend toezien of er niet her en der op privégrond een stukje natuurgebied in stilte wordt aangetast.

### Beheer van de zeeduinen
De duinen worden bedreigd door een stijgende zeespiegel en door de afslag van zand bij stormen. Hierdoor komt het achterliggende land in gevaar. Op sommige plekken zijn dijken aangelegd om de functie van verdwenen duinen over te nemen, bijvoorbeeld de Hondsbossche Zeewering bij Petten. Ook ten noorden van Hoek van Holland is de smalle duinstrook erg kwetsbaar geworden.
Door zand op te spuiten vanuit zee wordt het strand verbreed en is er meer materiaal voor nieuwe duinvorming. Op bijna alle plaatsen langs de Nederlandse en Belgische kust is, soms na duinafslag, veel zand opgespoten. In Nederland is het beleid om erosie van de duinenkust standaard te compenseren door zandsuppleties. Daarnaast is het mogelijk om op sommige plaatsen aan natuurontwikkeling te gaan doen zoals in De Kerf tussen Schoorl en Bergen aan Zee. Op andere plaatsen zijn er geulen met veel stroming dichter bij de kust gekomen waardoor andere maatregelen overwogen worden. Uitgangspunt bij het huidige beheer is dat de ontwikkelingen op de zee gericht moeten zijn, om de bestaande belangen te sparen.

### Duinafslag
Duinafslag vermindert het volume van het duin, en daarmee het waterkerend vermogen van de duinenrij. Daarom worden in Nederland de duinen periodiek getoetst of zij een maatgevende duinafslag nog kunnen overleven, of dat er versterkingsmaatregelen nodig zijn.

## Fotogalerij

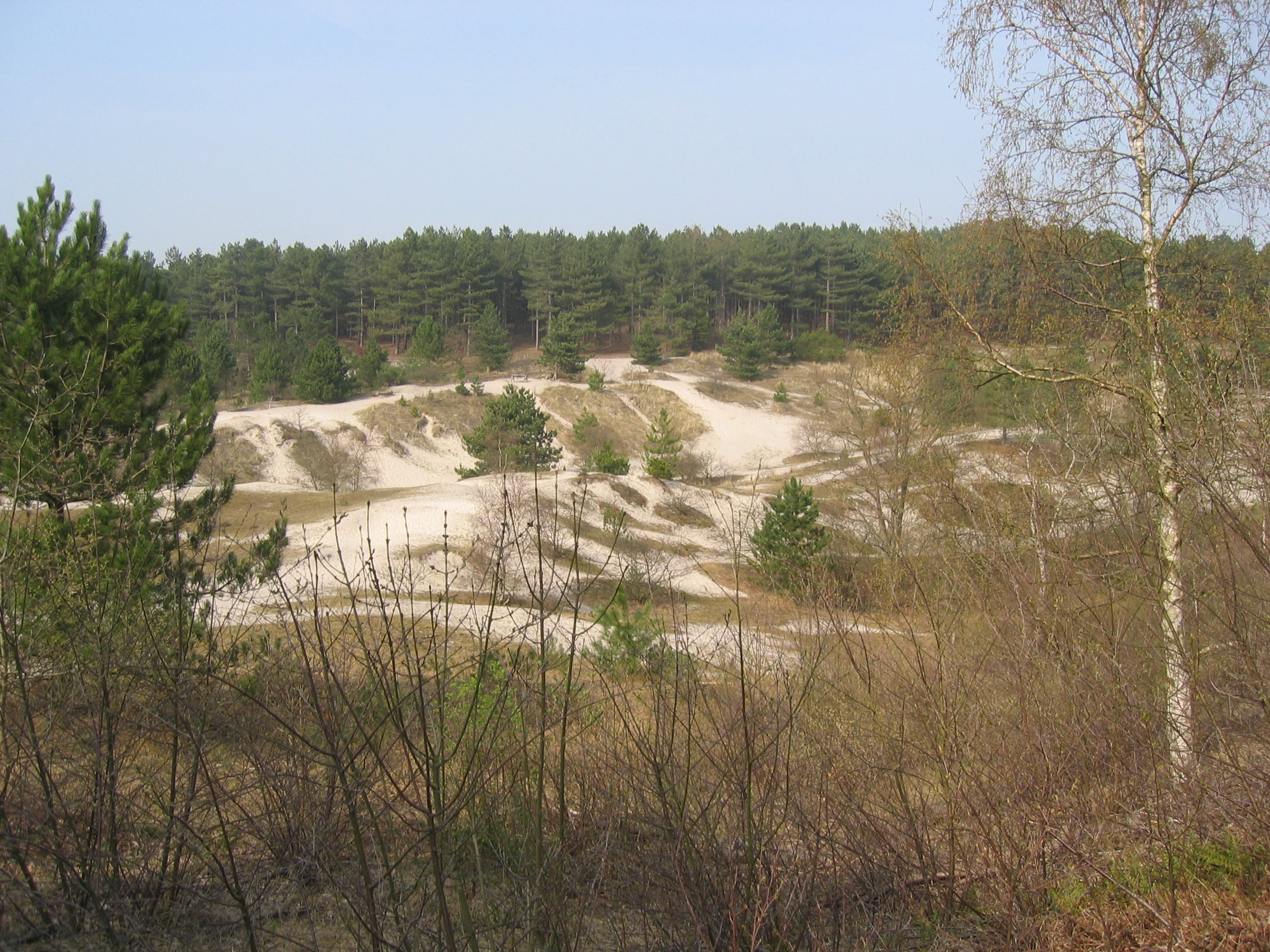
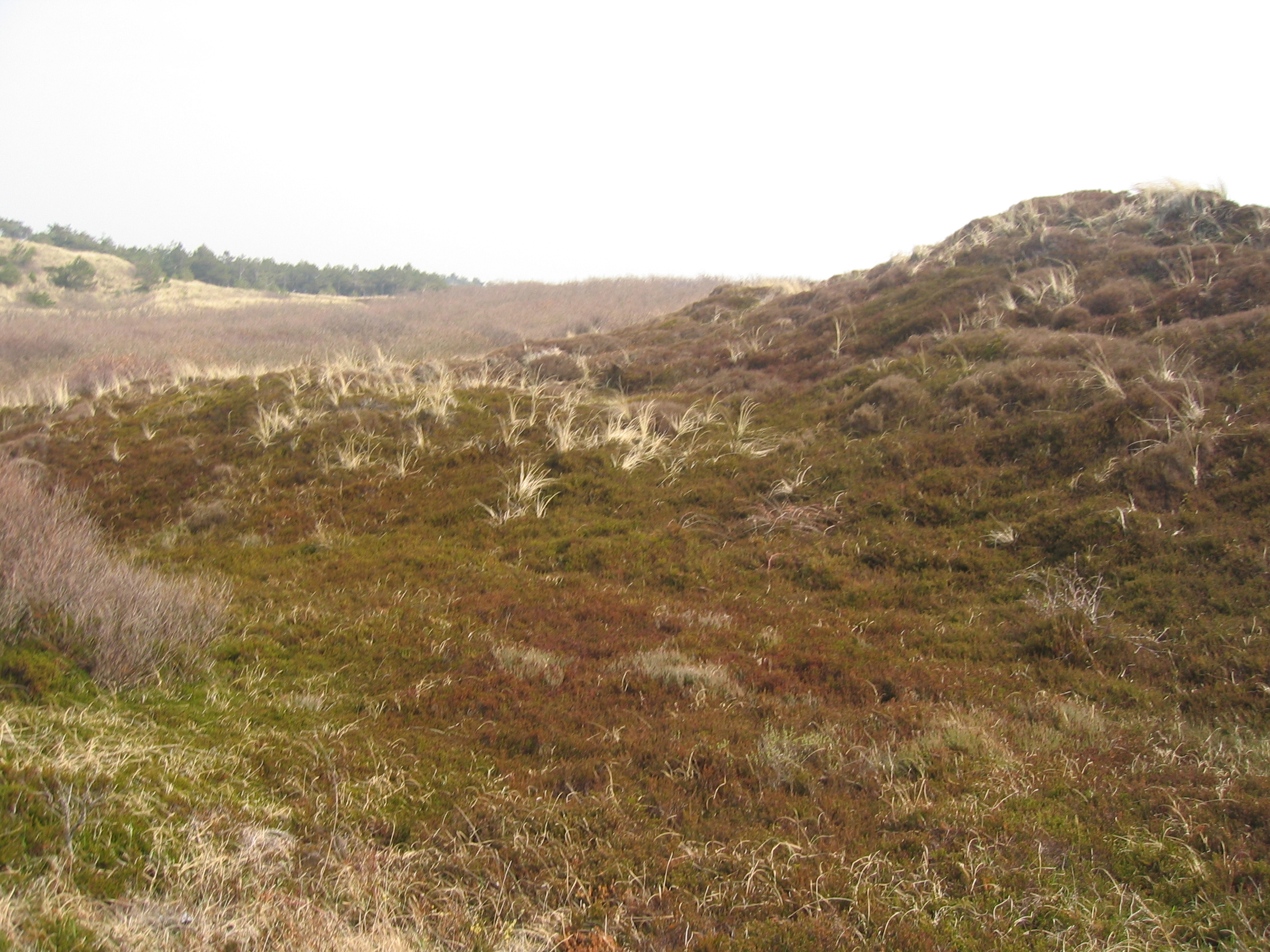
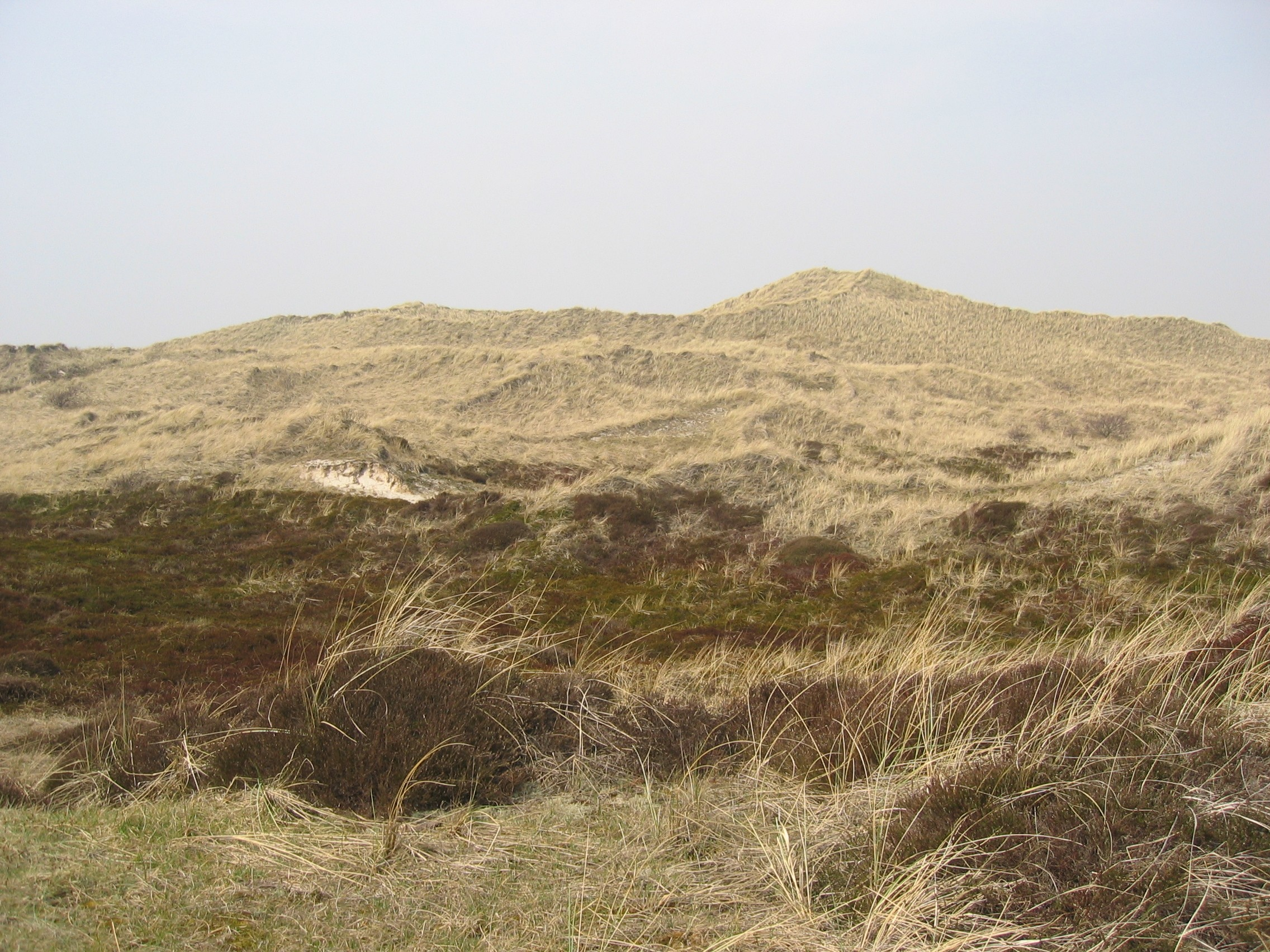
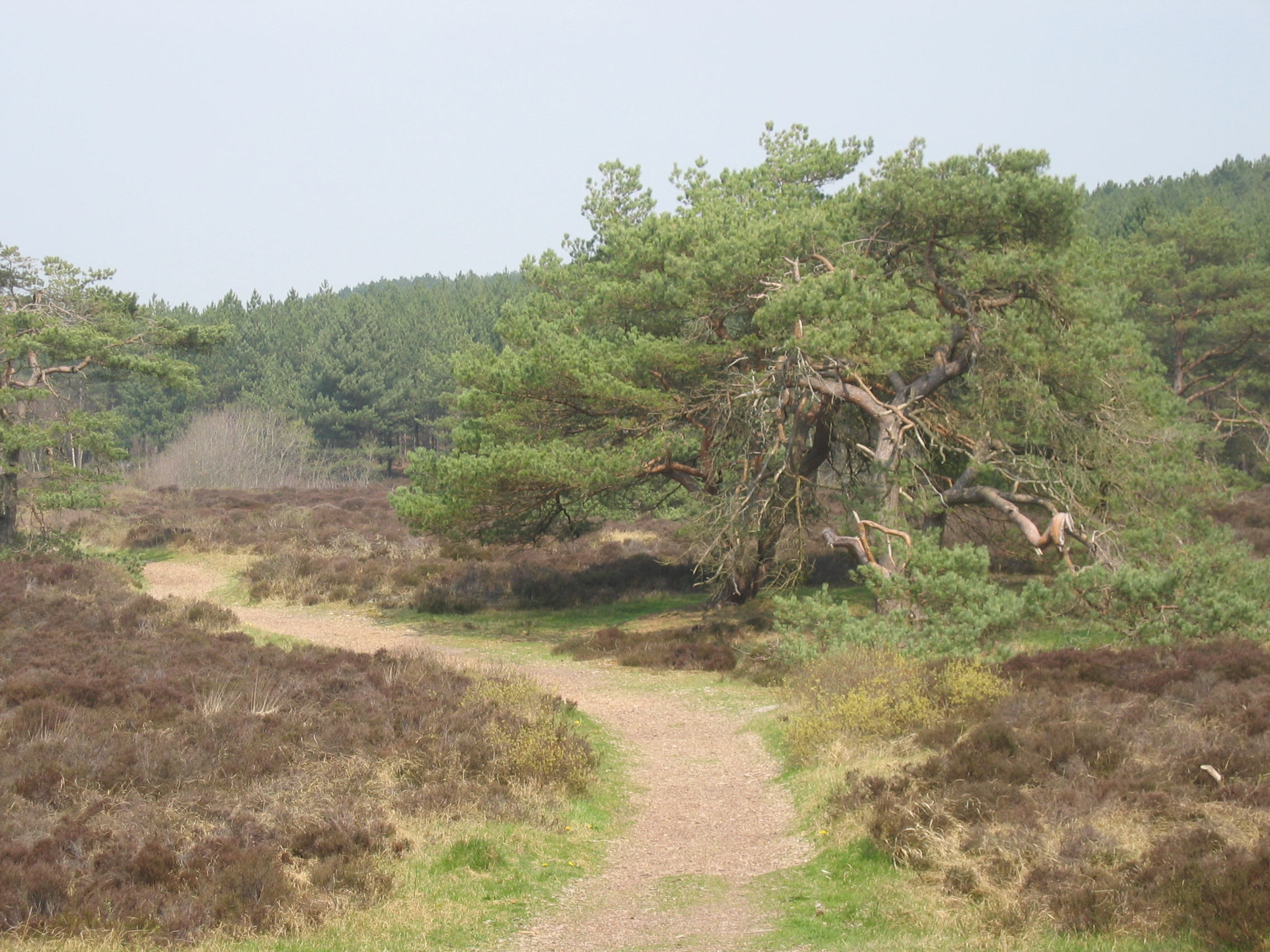
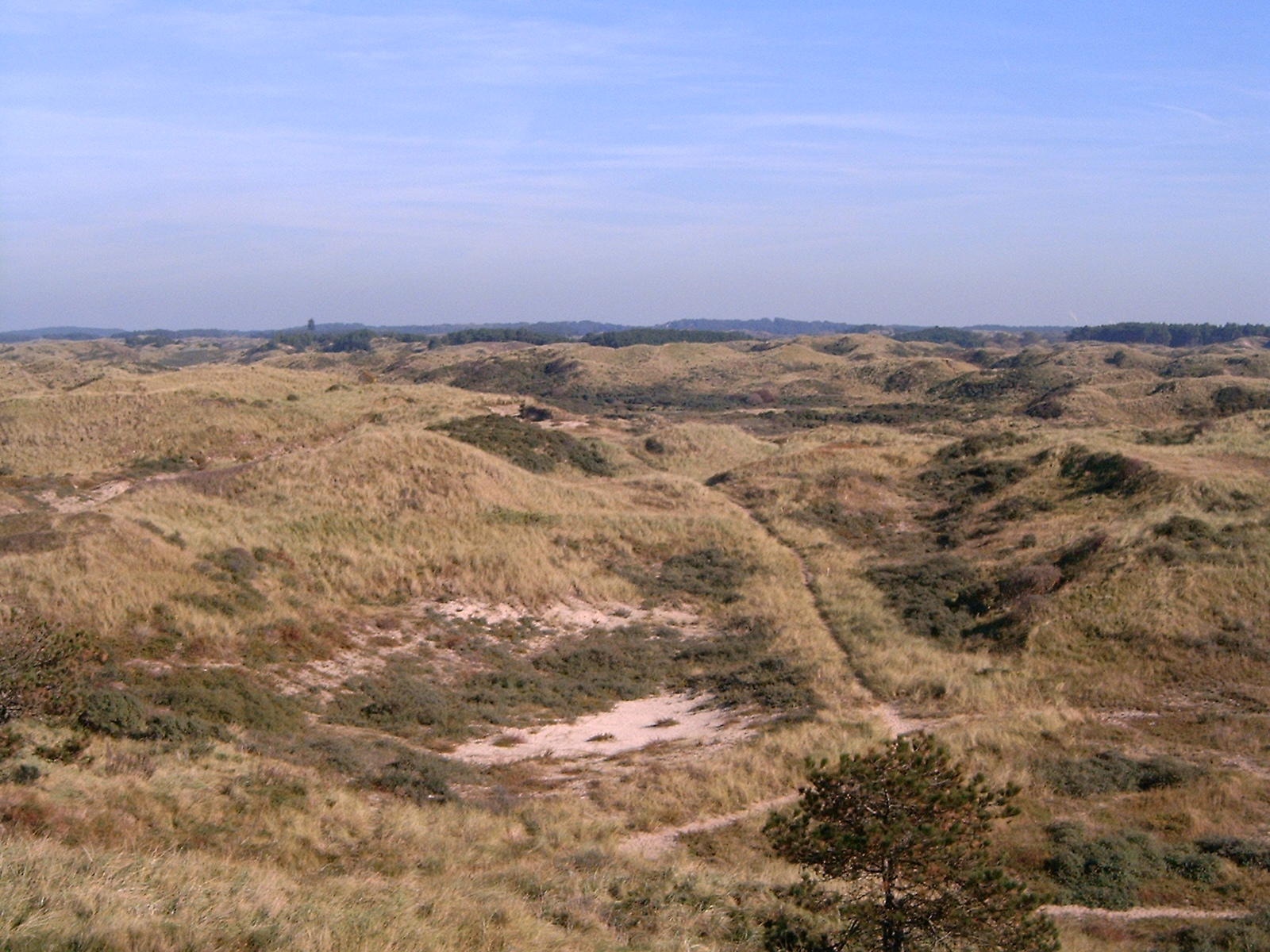
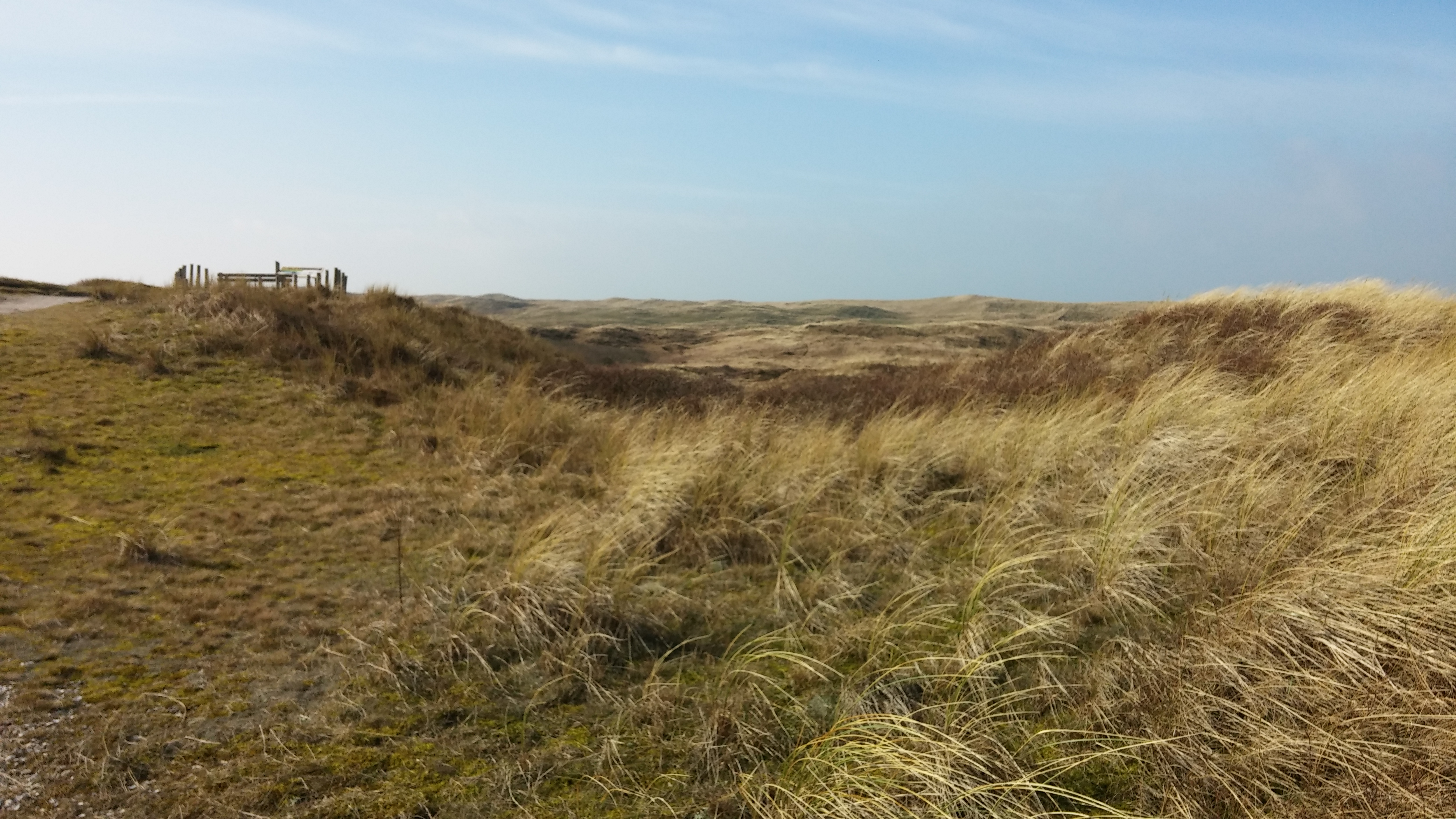
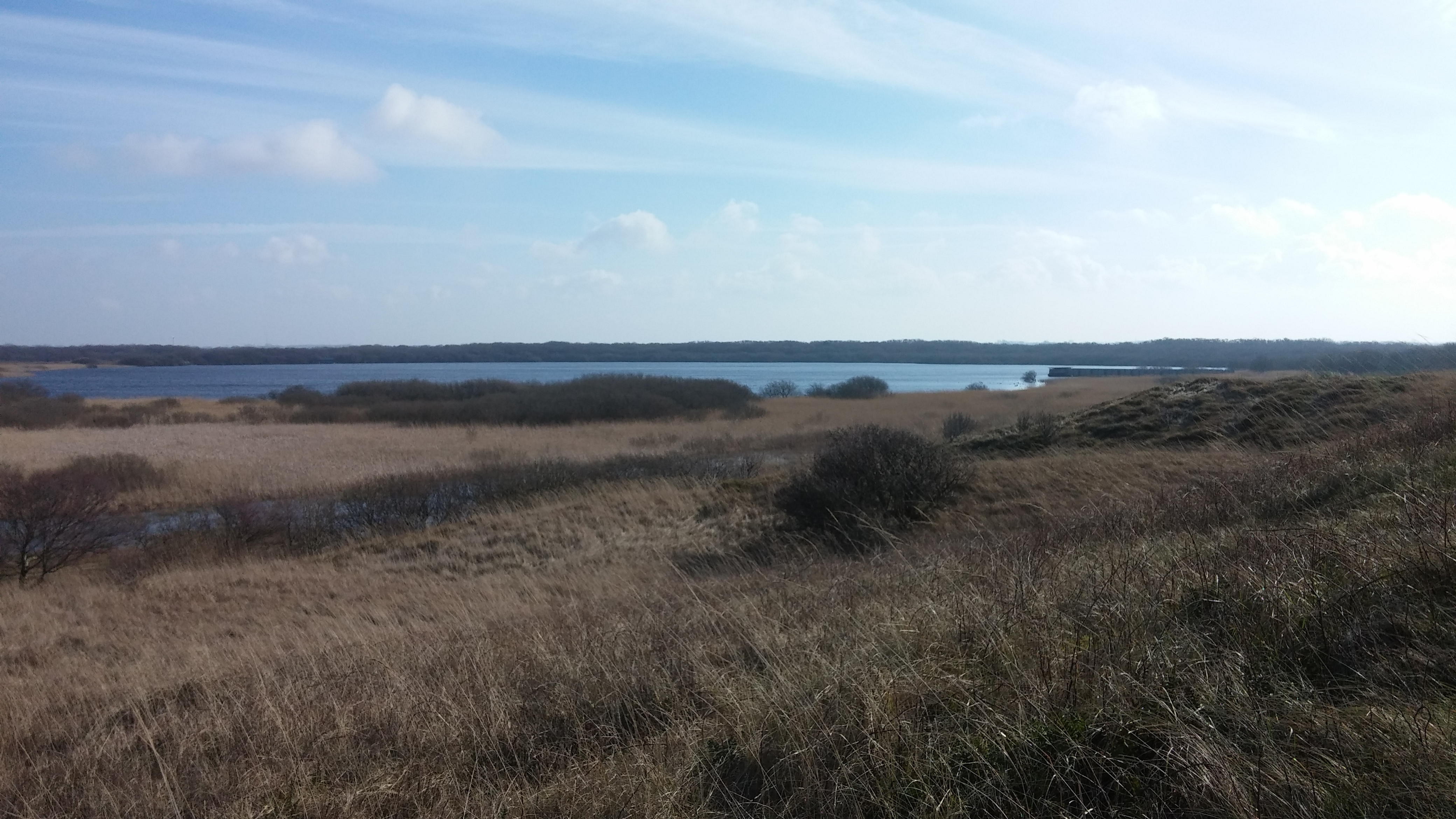

## Andere duinen
Behalve aan zee, kunnen duinen op diverse andere plaatsen ontstaan.

### Inlandse duinen in België en Nederland
Ook langs rivieren kunnen duinen ontstaan, de zogenaamde rivierduinen of donken. Zo zijn er rivierduinen te zien rond de Schelde en de Durme, en langs de Maas in het Nederlandse Noord-Limburg.
Daarnaast komen duinen ook veel in de zandgebieden voor. De duinen in Brabant en de Kempen (België), Drenthe, Salland, Twente, Achterhoek, op de Veluwe en in Noord-Brabant zijn ontstaan in de Middeleeuwen. Door overbeweiding verdween de beschermende vegetatie en kreeg de wind vrij spel en konden duinen ontstaan. De zandverstuivingen werden vaak een grote bedreiging voor nabijgelegen dorpen en buurtschappen. Er zijn dan ook plaatsen onder het zand verdwenen, zoals Kootwijk op de plaats van het huidige Kootwijkerzand op de Veluwe. De meeste van deze stuifduinen zijn in de 19e eeuw bebost om verdere uitbreiding tegen te gaan.

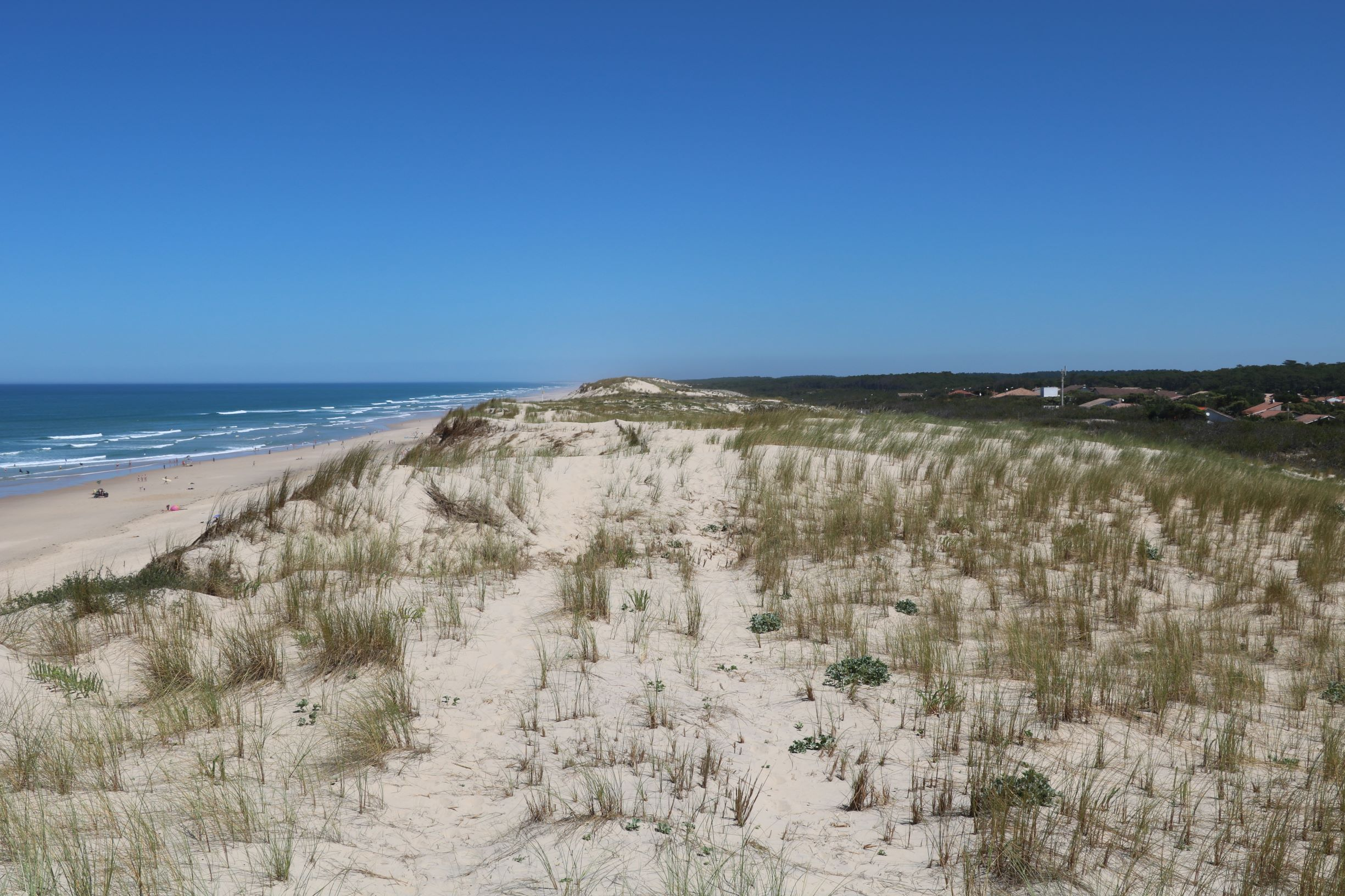
Zeeduin in Hourtin, Frankrijk

### Elders gelegen duinen
Ook in veel andere delen van de wereld komen duinen voor:
- Zeer bekend zijn de duinen (ergs) in de Sahara en andere zandwoestijnen.
- Zeeduinen komen elders onder andere voor in: Californië, Groot-Brittannië en Nouvelle-Aquitaine in Zuidwest-Frankrijk.
- Ook op de planeet Mars komen duinen voor.

## Wantveld
Een vlak gedeelte in een duin, vroeger gebruikt voor onderhoud van de visnetten, heet een wantveld.